# Juraraneus rasnitsyni
Famille
Genre
Espèce
Juraraneus rasnitsyni, unique représentant du genre Juraraneus et de la famille des Juraraneidae, est une  espèce fossile d'araignées aranéomorphes.

## Distribution
Cette espèce a été découverte en Transbaïkalie en Russie. Elle date du Jurassique.

## Description
Le mâle holotype redécrit par Selden en 2012 mesure 2,04 mm.

## Étymologie
Cette espèce est nommée en l'honneur d'Alexandre Rasnitsyne.

## Publication originale
- Eskov, 1984 : A new fossil spider family from the Jurassic of Transbaikalia from (Araneae: Chelicerata). Neues Jahrbuch für Geologie und Paläontologie, Monatshefte, vol. 1984, no 11, p. 645–653.